# Conophorisca annulata
Conophorisca annulata är en stekelart som beskrevs av Karl-Johan Hedqvist 1969. Conophorisca annulata ingår i släktet Conophorisca och familjen puppglanssteklar. Inga underarter finns listade i Catalogue of Life.